# Yayauhcacinteotl
Yayauhcacinteotl (aussi Yayauhca-Cinteotl) dans la mythologie aztèque, est le dieu du maïs noir, sa mère est la déesse Centeotl. Ses frères sont Iztaccinteotl, Tlatlauhcacinteotl, Cozauhcacinteotl.